# Eulipotyphla
Gli eulipotifli (Eulipotyphla) sono un ordine di mammiferi placentati, che comprende numerose forme un tempo ascritte all'ordine (poi ritenuto polifiletico) degli insettivori (e dei lipotifli).
L'ordine degli Eulipotyphla è ritenuto valido grazie a metodi molecolari di ricostruzione filogenetica e include i membri dell'ordine Lipotyphla appartenenti al clade Laurasiatheria ma non quelli appartenenti agli Afrotheria (ovvero tenrec e talpe dorate, attualmente noti come Afrosoricida). Lo stesso ordine Lipotyphla era stato costituito rimuovendo alcuni gruppi dal precedente Insectivora, tra cui i Dermoptera, gli Scandentia e i Macroscelidea.
L'ordine Lipotyphla comprende quindi ricci e ratti lunari (famiglia Erinaceidae, precedentemente considerati un ordine a sé stante, Erinaceomorpha), solenodonti (famiglia Solenodontidae), desman, talpe e talpe toporagno (famiglia Talpidae) e veri toporagni (famiglia Soricidae). Le ultime tre famiglie erano state a loro volta unite nell'ordine Soricomorpha, dimostratosi in seguito parafiletico poiché gli Erinaceidae risulterebbero il sister group dei Soricidae (Beck et al., 2006).

## Classificazione
- Ordine Eulipotyphla (= 'Lipotyphla' − Afrosoricida = 'Erinaceomorpha' + 'Soricomorpha')
  - Famiglia Erinaceidae
    - Sottofamiglia Erinaceinae: ricci
    - Sottofamiglia Hylomyinae: gimnure

  - Famiglia Soricidae
    - Sottofamiglia Crocidurinae: crocidure
    - Sottofamiglia Soricinae: toporagni
    - Sottofamiglia Myosoricinae: crocidure africane

  - Famiglia Talpidae
    - Sottofamiglia Desmaninae: desman
    - Sottofamiglia Talpinae: talpe
    - Sottofamiglia Uropsilinae: talpe toporagno

  - Famiglia Solenodontidae: solenodonti
  - † Famiglia Nesophontidae: toporagni delle Indie Occidentali
  - † Famiglia Amphilemuridae
  - † Famiglia Proscalopidae
  - † Famiglia Plesiosoricidae
  - † Famiglia ?Nyctitheriidae
  - † Famiglia ?Geolabididae
  - † Famiglia ?Micropternodontidae
  - † Famiglia ?Apternodontidae

Di seguito è presentato un cladogramma che illustra le parentele tra gli eulipotifli attuali, secondo Roca et al. e Brace et al.:
|  | †Nesophontidae |
|  |                |
|  | Solenodontidae |
|  |                |

|  | Talpidae                                                  |
|  |                                                           |
|  | \| \| Soricidae \| \| \| \| \| \| Erinaceidae \| \| \| \| |
|  |                                                           |
|  | Soricidae                                                 |
|  |                                                           |
|  | Erinaceidae                                               |
|  |                                                           |

|  | Soricidae   |
|  |             |
|  | Erinaceidae |
|  |             |

|  | †Nesophontidae |
|  |                |
|  | Solenodontidae |
|  |                |

|  | Talpidae                                                  |
|  |                                                           |
|  | \| \| Soricidae \| \| \| \| \| \| Erinaceidae \| \| \| \| |
|  |                                                           |
|  | Soricidae                                                 |
|  |                                                           |
|  | Erinaceidae                                               |
|  |                                                           |

|  | Soricidae   |
|  |             |
|  | Erinaceidae |
|  |             |